# M/43 SAV-101
M/43 SAV-101 ist eine schwedische Panzerhaubitze. Die schwedischen Konstrukteure hatten aufmerksam den Verlauf des Zweiten Weltkrieges verfolgt. Bis 1944 verfügte die schwedische Armee lediglich über Kraftzugartillerie. Ab 1944 versuchte man die Artillerie zu motorisieren.
1944 wurden die noch im Dienst befindlichen schwedischen M/41 S1, die Lizenzbauten des tschechischen LT-38 waren, vollständig umgebaut, da sie bereits veraltet waren. Wanne und Fahrgestell des Fahrzeugs wurden beibehalten. Der drehbare Turm des Panzers wurde allerdings gegen einen größeren, festen Aufbau ersetzt. In ihm fand eine 105-mm-Haubitze Platz. Diese wurde einfach von existierenden Artilleriegeschützen demontiert und mit Schildzapfen versehen. Da alle anderen Komponenten (Motor und Fahrwerk) beibehalten wurden, verschlechterte sich die Leistung des Fahrzeugs, das immerhin drei Tonnen schwerer war als der LT-38.
Aufgabe des Fahrzeuges war es, schnell vorrückenden Panzerverbänden Artillerieunterstützung zu geben oder Befestigungen, etwa MG-Stände, in Angriffsstreifen der Infanterie niederzukämpfen. Die Haubitze wurde dazu so eingerichtet, dass sie sowohl indirekt als auch direkt schießen konnte. Das Fahrzeug erhielt die Bezeichnung „Stormartillerievagn m/43 101“ und war von 1944 bis Ende der 1950er Jahre im Dienst der schwedischen Streitkräfte.